# Leskea consanguinea
Leskea consanguinea är en bladmossart som beskrevs av Mitten 1859. Leskea consanguinea ingår i släktet Leskea och familjen Leskeaceae. Inga underarter finns listade i Catalogue of Life.